# Binkoštni nagelj
Binkoštni nagelj (znanstveno ime Dianthus gratianopolitanus) je vrtni nagelj nizke rasti iz družine klinčnic. Cveti maja in junija, ima dišeče cvetove različnih barv, največkrat bele in roza. 